# Río Yaután
Der Río Yaután ist ein 46 km langer rechter Nebenfluss des Río Casma im zentralen Westen Perus in den Provinzen Yungay, Huaraz und Casma der Region Ancash. Im Oberlauf heißt der Fluss auch Quebrada Cashma und Río Quellaycancha.

## Flusslauf
Der Río Yaután entspringt in der Cordillera Negra, einem Gebirgszug der peruanischen Westkordillere, in der Provinz Yungay im Distrikt Cascapara am Cerro Chuntapunta auf einer Höhe von etwa 4680 m. Er durchquert in überwiegend südwestlicher Richtung das Bergland. Die Distrikte Shupluy, Cascapara, Cochabamba und Yaután liegen an seinem Flusslauf. Auf den letzten 10 Kilometern weitet sich das Tal. Dort wird bewässerte Landwirtschaft betrieben. Der Río Yaután passiert 7 km oberhalb der Mündung die am linken Flussufer gelegene Kleinstadt Yaután und trifft schließlich auf den Río Casma.

## Einzugsgebiet
Der Río Yaután entwässert ein Areal von 352 km². Das Einzugsgebiet grenzt im Norden an das des Río Sechín, im Nordosten an das des Río Santa sowie im Südosten an das des oberen Río Casma. Die Flüsse der Region führen in den Monaten Juli bis September sehr wenig Wasser.